# Cortinarius sterilis
Cortinarius sterilis är en svampart som beskrevs av Kauffman 1907. Cortinarius sterilis ingår i släktet Cortinarius och familjen spindlingar.   Inga underarter finns listade i Catalogue of Life.